# Talara proxima
Talara proxima là một loài bướm đêm thuộc phân họ Arctiinae, họ Erebidae.